# Abraham de Moivre
Abraham de Moivre (wym. /abʀa:m d(ə) mwavʀ/; ur. 26 maja 1667 w Vitry-le-François, zm. 27 listopada 1754 w Londynie) – francuski matematyk. Zajmował się geometrią analityczną, algebrą liczb zespolonych, elementami analizy (teorią szeregów) oraz probabilistyką. Najbardziej znany jest jego wkład w algebrę – upamiętnia go tam nazwa wzoru de Moivre’a. Podał również wzór na przybliżenie silni niezależnie od Stirlinga.

## Życiorys
Urodził się we Francji, w rodzinie protestanckiej (hugenoci). Kształcił się w Sedanie, Saumur i w Paryżu. Był kalwinem i dlatego w 1685 po odwołaniu edyktu nantejskiego musiał opuścić Francję i przeniósł się do Anglii, gdzie spędził resztę życia jako nauczyciel matematyki. Przyjaźnił się z Isaakiem Newtonem i Edmundem Halleyem, został również członkiem Royal Society, Pruskiej Akademii Nauk oraz Francuskiej Akademii Nauk.
Był matematycznym samoukiem.
Jego wzór na potęgę liczby zespolonej w postaci biegunowej – zwany wzorem de Moivre’a – ukazał się w jego dziele Miscellanea analytica (1730).